# فرانكي اندرو
فرانكي اندرو (بالإنجليزية: Frankie Andreu)‏ ولد بتاريخ 26 سبتمبر 1966 في ميشيغان، الولايات المتحدة، هو دراج أمريكي سابق في صنف سباق الدراجات على الطريق. سبق أن شارك في دورة الألعاب الأولمبية الصيفية.

## وصلات خارجية
- الموقع الرسمي

## روابط خارجية
- فرانكي اندرو على موقع IMDb (الإنجليزية)
- فرانكي اندرو على موقع قاعدة بيانات الفيلم (الإنجليزية)

- فرانكي اندرو على موقع أرشيف الدراجات (الإنجليزية)
- فرانكي اندرو على موقع إحصائيات الدراجات الإحترافية (الإنجليزية)
- فرانكي اندرو على موقع CycleBase (الإنجليزية)
- فرانكي اندرو على موقع أوليمبيديا (الإنجليزية)